# سيسيل وينفيلد
سيسيل وينفيلد هو سياسي أسترالي، ولد في 21 سبتمبر 1893، وتوفي في 28 يناير 1955 في يامبا ‏ في أستراليا. نشط حزبياً في الحزب الوطني الأسترالي. وقد انتخب عضو الجمعية التشريعية لنيو ساوث ويلز ‏.